# Dumbrava, Timiș
Dumbrava là một xã thuộc hạt Timiș, România. Dân số thời điểm năm 2002 là 2850 người.